# Tarik Asstati
Tarik Asstati, né le 30 juillet 1991 à Oujda, est un footballeur marocain évoluant au poste de milieu central au HUS Agadir.

## Biographie
En juillet 2021, Tarik Asstati est suspendu de huit matchs ferme par la fédération marocaine à la suite d'insultes racistes envers le footballeur burkinabé Issoufou Dayo lors d'un match de championnat contre le RS Berkane.